# Liste der Kulturdenkmäler in Hillesheim (Eifel)
In der Liste der Kulturdenkmäler in Hillesheim sind alle Kulturdenkmäler der rheinland-pfälzischen Stadt Hillesheim einschließlich der Stadtteile Bolsdorf und Niederbettingen aufgeführt. Grundlage ist die Denkmalliste des Landes Rheinland-Pfalz (Stand: 17. Juli 2023).

## Einzeldenkmäler
| Bezeichnung                             | Lage                                                                                | Baujahr                                                | Beschreibung | Bild                           |
| --------------------------------------- | ----------------------------------------------------------------------------------- | ------------------------------------------------------ | --- | ------------------------------ |
| Stadtbefestigung                        | Hillesheim Lage                                                                     | um 1300                                                | Südseite, westliche und östliche Teile des um 1300 errichteten, am Anfang des 16. Jahrhunderts erhöhten, zinnenbekrönten Mauerrings                                                                   | weitere Bilder Fotos hochladen |
| Wegekreuz                               | Hillesheim, Am Alten Born, gegenüber Nr. 1 Lage                                     | zweite Hälfte des 18. oder Anfang des 19. Jahrhunderts | Schaftkreuz, Sandstein, zweite Hälfte des 18. oder Anfang des 19. Jahrhunderts | Fotos hochladen                |
| Hotel                                   | Hillesheim, Am Markt 14 Lage                                                        | um 1900                                                | dreigeschossiger späthistoristischer Hotelbau mit aufwändiger Fassade, um 1900 | Fotos hochladen                |
| Grabmal und Wegekreuz                   | Hillesheim, Am Stockberg, auf dem Friedhof Lage                                     | 1814 und 1904                                          | neugotisches Grabmal für Pfarrer Pfriem, um 1904; barockes Wegekreuz, Rotsandstein, bezeichnet 1814 (?)                                                                                               | Fotos hochladen                |
| Augustinereremitenkloster               | Hillesheim, Augustinerstraße 2 Lage                                                 | 1721                                                   | ehemaliges Augustinereremitenkloster; Dreiflügelanlage, 1721, jetzt Hotel | Fotos hochladen                |
| Wegekreuz                               | Hillesheim, Augustinerstraße, an Nr. 2 Lage                                         | 1731                                                   | Balkenkreuz, Sandstein, bezeichnet 1731 | Fotos hochladen                |
| Wohn- und Gasthaus                      | Hillesheim, Bachstraße 5 Lage                                                       | 1886                                                   | spätklassizistischer Putzbau, angeblich von 1886 | Fotos hochladen                |
| Bahnhof Hillesheim (Eifel)              | Hillesheim, Bahnhofstraße 3 Lage                                                    | gegen 1912                                             | Empfangsgebäude und Güterschuppen, Reformarchitektur, gegen 1912 | Fotos hochladen                |
| Wohnhaus                                | Hillesheim, Burgstraße 12 Lage                                                      | 16. Jahrhundert                                        | Massivbau mit Fachwerkgiebel, spätgotische Fenstereinfassung, Flurküche (?), im Kern wohl aus dem 16. Jahrhundert                                                                                     | Fotos hochladen                |
| Bildstock                               | Hillesheim, Grabenstraße, Ecke Neutorstraße Lage                                    | 1650 oder 1656                                         | Kreuzigungsbildstock; Sandstein, bezeichnet 1650 oder 1656 | Fotos hochladen                |
| Katholische Pfarrkirche St. Martin      | Hillesheim, Graf-Mirbach-Platz 14 Lage                                              | 1851/52                                                | klassizistischer Saalbau, 1851/52 | weitere Bilder Fotos hochladen |
| Wohn- und Geschäftshaus                 | Hillesheim, Graf-Mirbach-Platz 17 Lage                                              | um 1900                                                | repräsentatives späthistoristisches Wohn- und Geschäftshaus, um 1900 | Fotos hochladen                |
| Bildstock                               | Hillesheim, In Buch, bei Nr. 6 Lage                                                 | 1624                                                   | Kreuzigungsbildstock; Sandstein, bezeichnet 1624 | Fotos hochladen                |
| Antoniuskapelle                         | Hillesheim, Koblenzer Straße, Abzweigung Römerweg Lage                              | 1735                                                   | Putzbau, angeblich von 1735 | Fotos hochladen                |
| Amtsgericht                             | Hillesheim, Kölner Straße 10 Lage                                                   | 1868/78                                                | ehemaliges Amtsgericht; neugotisch, angeblich von 1868/78, rückwärtig erweitert | Fotos hochladen                |
| Wegekreuz                               | Hillesheim, Königsberger Straße, Ecke Prümer Straße Lage                            | 1624                                                   | Schaft eines Wegekreuzes, bezeichnet 1624 und 1778 | Fotos hochladen                |
| Bildstock                               | Hillesheim, Lammersdorfer Straße, bei Nr. 15 Lage                                   | 1613                                                   | Bildstock; Sandstein, bezeichnet 1613 | Fotos hochladen                |
| Gerberei                                | Hillesheim, Schützenweg 1 Lage                                                      | 1826                                                   | ehemalige Gerberei, bezeichnet 1826 | Fotos hochladen                |
| Wegekreuz                               | Hillesheim, östlich der Stadt an der B 421 Lage                                     | 168[1]                                                 | Schaftkreuz, Sandstein, bezeichnet 168[1] (?), Abschlusskreuz und Sockel neu | Fotos hochladen                |
| Bahnhof Oberbettingen-Hillesheim        | Hillesheim, westlich der Stadt (Alter Bahnhof ohne Nummer) Lage                     | gegen 1871                                             | ehemaliger Bahnhof; Typenbau, separates Nebengebäude, gegen 1871 | Fotos hochladen                |
| Mühle                                   | Hillesheim, westlich der Stadt (Alter Bahnhof 1) Lage                               |                                                        | ehemalige Mühle (?); dreigeschossiger Putzbau | BW                             |
| Wegekreuze                              | Hillesheim, westlich der Stadt an der L 10 Lage                                     | ab dem 16. Jahrhundert                                 | Ablasskreuz, 16. Jahrhundert; Sockelkreuz, Sandstein, bezeichnet 1870; Sockelkreuz, bezeichnet 1949                                                                                                   | Fotos hochladen                |
| Wirtschaftsgebäude                      | Bolsdorf, Im Auel, gegenüber Nr. 4 Lage                                             | 1525                                                   | ehemaliges Backhaus, jetzt Wirtschaftsgebäude; eingeschossiger Bruchsteinbau, 1525 und 1700 dendrochronologisch datiert                                                                               | Fotos hochladen                |
| Wohn- und Wirtschaftsgebäude            | Bolsdorf, Im Auel 5 Lage                                                            | 19. Jahrhundert                                        | zweigeschossiges Wohn- und Wirtschaftsgebäude, 19. Jahrhundert, Unterzug in der Scheune datiert 1672                                                                                                  | Fotos hochladen                |
| Katholische Filialkirche St. Margaretha | Bolsdorf, Margarethenstraße 3 Lage                                                  | 17. Jahrhundert                                        | dreiachsiger Saalbau, 17. Jahrhundert, 1887 erweitert, Chor und Westturm von 1704; aufgelassener Kirchhof; Bruchsteinmauer; Gesamtanlage                                                              | weitere Bilder Fotos hochladen |
| Wohnhaus                                | Bolsdorf, Margarethenstraße 4 Lage                                                  | 18. Jahrhundert                                        | Wohnhaus, 18. Jahrhundert, Backofenvorbau | Fotos hochladen                |
| Wegekreuz                               | Bolsdorf, nördlich des Ortes, auf dem Friedhof Lage                                 | 1869                                                   | neugotisches Pfeilerkreuz, bezeichnet 1869 | Fotos hochladen                |
| Ortsbefestigung                         | Niederbettingen Lage                                                                |                                                        | Rest der Umfassungsmauer der hochmittelalterlichen ehemaligen Wasserburg | Fotos hochladen                |
| Scheune                                 | Niederbettingen, Burgring, zu Nr. 7 Lage                                            | 18. Jahrhundert                                        | Fachwerkscheune, teilweise Bruchstein, wohl aus dem 18. Jahrhundert | BW                             |
| Hofanlage                               | Niederbettingen, Gartenweg 1 Lage                                                   | um 1780/90                                             | Hofanlage; barockes Wohnhaus, um 1780/90; Stall, bezeichnet 1829, Scheune wohl gleichzeitig | Fotos hochladen                |
| Wegekreuz                               | Niederbettingen, Gartenweg, Ecke Burgring Lage                                      | 1660                                                   | Schaftkreuz, bezeichnet 1660 | Fotos hochladen                |
| Wegekreuz                               | Niederbettingen, Hauptstraße, bei Nr. 39 Lage                                       | 1709                                                   | Rokoko-Schaftkreuz, ehemals angeblich bezeichnet 1709, eher später | Fotos hochladen                |
| Katholische Pfarrkirche Herz-Jesu       | Niederbettingen, Mühlenweg 2 Lage                                                   | 1897                                                   | neuspätromanische Basilika, 1897, Architekt Johann Adam Rüppel, Bonn; Kirchhof mit Stützmauer; Schaftkreuz, bezeichnet 1697, Abschlusskreuz bezeichnet 1698; spätgotische Türeinfassung; Gesamtanlage | weitere Bilder Fotos hochladen |
| Mühle                                   | Niederbettingen, Mühlenweg 4 Lage                                                   | um 1800                                                | ehemalige Mühle; stattlicher Krüppelwalmdachbau, um 1800 | Fotos hochladen                |
| Wegekreuz                               | Niederbettingen, nordwestlich des Ortes an der alten Straße nach Oberbettingen Lage | 1666                                                   | Schaftkreuz, bezeichnet 1666 | BW                             |
| Wegekreuz                               | Niederbettingen, südlich des Ortes im Wald nahe der Gemarkungsgrenze Lage           | 1693                                                   | Schaftkreuz, bezeichnet 1693 | BW                             |
| Wegekreuz                               | Niederbettingen, südwestlich des Ortes in einer Wiese Lage                          | 18. Jahrhundert                                        | Schaftkreuz, Sandstein, 18. Jahrhundert | Fotos hochladen                |